# Prietenii
Prietenii (în engleză Buddy Buddy) este un film de comedie american din 1981 bazat pe piesa lui Francis Veber⁠(d) Le contrat și pe filmul lui Édouard Molinaro L'emmerdeur⁠(d) . A fost ultimul film regizat și scris de Billy Wilder.

## Rezumat
Asasinul Trabucco elimină doi martori la comanda mafiei. Acesta urmează să-l asasineze pe Rudy „Disco“ Gambola - care se pregătește să depună mărturie împotriva partenerilor săi gangsteri în fața unui mare juriu - dar finalizarea misiunii este împiedicată de întâlnirea cu Victor Clooney, un cenzor de televiziune⁠(d) suicidar care îi cauzează acestuia numeroase probleme. Victor speră să-și refacă relația cu soția sa înstrăinată. Cei doi se cazează la același hotel - hotelul Ramona din Riverside, California - situat în fața tribunalului în care Gambola urmează să depună mărturie. Camerele celor doi au o ușă comună. După cazare, Victor încearcă să se sinucidă, dar eșuează.
Cei doi decid să viziteze Institutul de Împlinire Sexuală, o clinică din apropiere unde soția lui Victor, jurnalist de investigație pentru emisiunea 60 Minutes⁠(d), colectează informații pentru un viitor reportaj. Victor descoperă că soția sa Celia are o relație extraconjugală cu directorul clinicii, Dr. Zuckerbrot. Odată descoperiți, noul cuplu pleacă spre hotel unde doctorul încearcă să-i injecteze un tranchilizant lui Victor, însă i-l administrează lui Trabucco din greșeală. La scurt timp după, Victor află că Trabucco este de fapt un asasin și se oferă să execute asasinarea din moment ce efectul sedativului este încă prezent. După o serie de dificultăți, Victor reușește să-l ucidă pe Gambola, iar cei doi pleacă pe drumuri separate. Trabucco se stabilește pe o insulă tropicală unde câteva luni mai târziu un Victor însetat și obosit naufragiază. Acesta îi explică că este căutat de polițiști după ce a aruncat în aer clinica lui Zuckerbrot, iar soția sa Celia a intrat într-o relație cu recepționera doctorului. Supărat de prezența lui Victor, Trabucco îi sugerează servitorului său nativ impunerea obiceiului de sacrificare prin aruncare în vulcan.

## Distribuție
- Jack Lemmon - Victor Clooney
- Walter Matthau - Trabucco
- Paula Prentiss⁠(d) - Celia Clooney
- Klaus Kinski - Dr. Hugo Zuckerbrot
- Dana Elcar⁠(d) - Captain Hubris
- Miles Chapin⁠(d) - Eddie, clopotarul
- Michael Ensign⁠(d) - managerul hotelului
- Joan Shawlee⁠(d) - recepționerul
- Ben Lessy⁠(d) - Barney Pritzig
- Fil Formicola - Rudy „Disco” Gambola
- C.J. Hunt - Kowalski
- Bette Raya - camerista mexicană
- Ronnie Sperling - soțul hippie
- Suzie Galler - soția gravidă
- John Schubeck⁠(d) - prezentatorul
- Ed Begley Jr.⁠(d) - locotenent 1#
- Frank Farmer - locotenent 2#
- Tom Kindle - polițist rutier 1#
- Biff Manard - polițist rutier #2
- Myrna Dell⁠(d) - casierița